# تياغو مارين مارتير
تياغو مارين مارتير (بالبرتغالية: Thiago Marín Martir‏) (3 نوفمبر 1984) لاعب كرة قدم برازيلي يلعب حاليا لصالح نادي نادي كالدينزي البرازيلي في مركز الوسط المهاجم من 2016.

## روابط خارجية
- تياغو مارين مارتير على موقع قاعدة بيانات كرة القدم.إي يو (الإنجليزية)
- تياغو مارين مارتير على موقع Soccerway.com (الإنجليزية)